# Isabelle Ferron
 (mars 2016).
Si vous disposez d'ouvrages ou d'articles de référence ou si vous connaissez des sites web de qualité traitant du thème abordé ici, merci de compléter l'article en donnant les références utiles à sa vérifiabilité et en les liant à la section « Notes et références ».
Pour les articles homonymes, voir Ferron.
Isabelle Ferron, née le 27 janvier 1967 à Poitiers, est une actrice et chanteuse française.

## Biographie
Isabelle Ferron est née le 27 janvier 1967 à Poitiers. À sept ans, sa mère l'inscrit dans au conservatoire de Poitiers pour apprendre l'art de la danse (qu'elle n'aimait pas), et par la suite pour apprendre à jouer du piano.
En 1987, elle s'entraîne avec Niels Arestrup, puis avec Maurice Bénichou en 1988. Puis de 1992 à 1997, elle est formée avec John Strasberg.
Isabelle alors présente sur scène au théâtre en 1986 avec son premier spectacle Six Assassins Assassinés suivis par Un Enfant Mort sur le Trottoir la même année (elle avait 19 ans). Après de longues années remplies d'expériences sur scène, elle déménage et s’essaie à l'écran. Elle joue le rôle de l'épouse de Didier Bourdon, dans le film Le Pari en 1997.
En 1999, elle est choisie pour jouer la très énergique Lady Capulet dans la version de Gérard Presgurvic : Roméo et Juliette, de la haine à l'amour, dans laquelle elle interprète plusieurs chansons dont La Haine.
Après plus d'une centaine de représentations comme Lady Capulet, Isabelle quitte le casting le 21 juillet 2001 pour se consacrer à sa carrière. Elle a été remplacée par Karoline Blandin. Isabelle est toujours incluse dans les clips des deux chansons, Vérone et Aimer. Elle a également été choisie pour figurer dans certains épisodes de la série Julie Lescaut.

## Filmographie
- 1996 : Pédale douce de Gabriel Aghion
- 1996 : Golden Boy de Jean-Pierre Vergne
- 1997 : Le Pari de Didier Bourdon et Bernard Campan : Murielle
- 1999 : Monsieur Naphtali d'Olivier Schatzky
- 2005 : Les gens honnêtes vivent en France de Bob Decout
- 2006 : Julie Lescaut (TV, saison 15, épisode 2)
- 2008 : Sa raison d'être (TV)
- 2012 : Nos plus belles vacances de Philippe Lellouche
- 2014 : Paris de Gilles Bannier (TV)
- 2015 : La mort d'Auguste
- 2019 : Les Municipaux, trop c'est trop

## Doublage

### Cinéma

#### Films
- 2018 : Le Retour de Mary Poppins : Topsy Poppins (Meryl Streep)
- 2022 : Shotgun Wedding : ? (?)
- 2022 : Matilda : Mlle Agatha Legourdin (Emma Thompson) (voix chantée)
- 2023 : L'Autre Zoey (en) : ? (?)
- 2023 : La Zone d'intérêt : Linna Hensel (Imogen Kogge (de))
- 2024 : Blitz : la conductrice de bus (Lizzie Roper (en))
- 2024 : L'Amour au présent : Carlotta (Sue Wallace (en))
- 2025 : À bout : Isabella (Diva Tyler)

#### Films d'animation
- 2021 : Luca : Signora Marsigliese
- 2022 : Le Monstre des mers : Matron
- 2024 : S.O.S. Bikini Bottom : Une mission pour Sandy Écureuil : Sandy Écureuil (voix chantée)
- 2025 : Les Schtroumpfs, le film : ?

### Télévision

#### Téléfilm
- 2022 : Le voile magique de la mariée : Hilda (Christine Willes)

#### Séries télévisées
- 2020 : Losing Alice : Tami (Chelli Goldenberg (en)) (mini-série)
- 2022-2023 : Bosch: Legacy : Cheong (Alexis Rhee) (saison 1, épisode 4) et la juge Joyce Colborn (Jill Remez (en)) (saison 2, épisode 9)
- 2023 : Le Pouvoir : Sœur Veronica (Emily Kuroda)
- 2023 : Le Griffon : ? (?)
- 2023 : Les Veuves du jeudi : Dorita Ramos (mini-série)
- 2024 : Les Expatriées : Essie (Ruby Ruiz)
- 2024 : Mr. et Mrs. Smith : ? (?)
- 2025 : Reacher : ? (?) (saison 3)
- 2025 : The Buccaneers : ? (?) (saison 2)

## Théâtre
- 1986 : Six Assassins Assassinés - L. Bourquin
- 1986 : Un Enfant Mort sur le Trottoir - I. Ferron
- 1987 : Le Millénaire des Capétiens La Villette - P. Prevost
- 1987 : La Sorcière Guichet Montparnasse - G. O’Pretre
- 1988 : La Cantatrice chauve - V. Labussiére
- 1989 - 1990 : Le Prince Travesti Espace Acteur - G. Shelley
- 1990 : Salade de Nuit Théâtre des Blancs-Manteaux - M. Leris
- 1993 : L'Ascenseur Théâtre des Blancs-Manteaux - Roland Marchisio
- 1994 : J'ai 20 ans - Roger Louret
- 2004 : Faux Départ Théâtre Rive Gauche - Thierry Harcourt
- 2006 : A fond la caisse, Théâtre de La Grande Comédie
- 2008 : Happy Hanouka d'Alex Pandev et Sylvie Audecoeur - Jean-Luc Moreau
- 2009 : Le siècle sera féminin ou ne sera pas de et mise en scène Dominique Courbes et Nathalie Vierne, Théâtre du Gymnase Marie Bell
- 2010 : La Leçon d'Eugène Ionesco, au Lucernaire mise en scène Samuel Sené
- 2010 : Chienne d'Alexandre Bonstein, mise en scène de l'auteur, Vingtième Théâtre
- 2012 : Calamity Jane de Jean-Noël Fenwick, Théâtre de Paris
- 2012: Le buzz ou comment devenir un vrai people de et mise en scène Eric Carrière et Jean-Marc Longval, Le Paris - Avignon
- 2013 : 10 ans de mariage d'Alil Vardar, mise en scène Roger Louret, Le Palace
- 2014 : Les nombrils de et mise en scène Didier Caron, Théâtre Michel
- 2014 : Ticket Gagnant de Casanova Tomasini, mise en scène David Brécourt, Petit Gymnase
- 2016 - 2017 : Coiffure et confidences de Robert Harling, adaptation Didier Caron, mise en scène Dominique Guillo, Théâtre Michel et en tournée
- 2017: Un amour de Swann de Marcel Proust, adaptation et mise en scène Nathalie Vierne, Théâtre Lepic
- 2018 : La Bonne Planque de Michel André, mise en scène Alexis Desseaux
- 2018: Peau de vache de Barillet et Gredy, mise en scène Michel Fau
- 2019 : Qui vole un oeuf de Julie Neveux, mise en scène Sandra Everro, Théâtre le Funambule Montmartre
- 2022 : Bien sous tous rapports de Romain Juillard, mise en scène Jérôme Paquette, Comédie Bastille
- 2023 : Allô Alice ? Sapritch en ligne ! de et mise en scène Benjamin Husson, co-metteur en scène Franck Le Hen, Théâtre de Nesle

## Comédies musicales
- 1991 - Les Misérables
- 1993 - La Java des mémoires de Roger Louret
- 1995 - Les Années Twist de Roger Louret
- 1997 - Le Passe-muraille de Marcel Aymé, mise en scène Alain Sachs, Théâtre des Bouffes-Parisiens
- 2001 - Roméo & Juliette, de la haine à l'amour de Gérard Presgurvic
- 2002 - Y a-t-il un magicien dans la salle ? de Gilles Arthur et Gérard Pullicino
- 2002 - Chance ! d'Hervé Devolder
- 2003 - voix de Ketty Scarlett au début de Autant en emporte le vent de Gérard Presgurvic
- 2004 - Le Paris d'Aziz et Mamadou de Alain Marcel, Amphithéâtre Bastille
- 2005 - Un violon sur le toit, Théâtre Comédia et Casino de Paris
- 2006 - L'Ultime Rendez-Vous de Vincent Vittoz et Raphael Bancou
- 2009 - Les instants volés de Cyrille Garit et Steve Perrin
- 2010 - Chienne d'Alexandre Bonstein
- 2012 - Fantasmes de Demoiselles de René de Obaldia, adaptation Pierre Jacquemont et Lionel Privat
- 2019 - Les Fantastiques de David Lévi et Doug Fitch

## Distinctions
Isabelle a remporté un prix pour son rôle de Golde en 2007 pour Un violon sur le toit par Les Marius.